# Chicago Heights
Chicago Heights ist eine City im US-Bundesstaat Illinois. Sie befindet sich im Bezirk Cook County in der Metropolregion Chicago. Das U.S. Census Bureau hat bei der Volkszählung 2020 eine Einwohnerzahl von 27.480 ermittelt. 
Die Stadt ist der Geburtsort der Jazzmusiker Johnny Mince und Joe Farrell.

## Geographie
Chicago Heights liegt etwa 50 km südlich des Chicago Loop. Chicago Heights liegt auf der Anhöhe der Tinley Moraine, wobei die höhere und ältere Valparaiso Moraine direkt südlich liegt.
Nach den Angaben des United States Census Bureau von 2010 hat Chicago Heights eine Gesamtfläche von 26,11 km², wovon 26,08 km² (oder 99,87 %) auf Land und 0,03 km² (oder 0,13 %) Gewässer entfallen. Die Hauptdurchgangsstraßen durch Chicago Heights sind der Dixie Highway (Illinois Route 1) und der Lincoln Highway (U.S. Route 30).

## Demografie
Zum Zeitpunkt des United States Census 2000 bewohnten Chicago Heights 30.276 Personen. Die Bevölkerungsdichte betrug 1160,0 Personen pro km². Es gab 11.060 Wohneinheiten, durchschnittlich 423,8 pro km². Die Bevölkerung in Chicago Heights bestand zu 38,0 % aus Weißen, 41,5 % Schwarzen oder African American, 0,6 % Native American, 0,4 % Asian, 0,03 % Pacific Islander, 16,6 % gaben an, anderen Rassen anzugehören und 2,9 % nannten zwei oder mehr Rassen. 33,9 % der Bevölkerung erklärten, Hispanos oder Latinos jeglicher Rasse zu sein.
Die Bewohner von Chicago Heights verteilten sich auf 9587 Haushalte, von denen in 44,4 % Kinder unter 18 Jahren lebten. 40,0 % der Haushalte stellten Verheiratete, 26,0 % hatten einen weiblichen Haushaltsvorstand ohne Ehemann und 26,2 % bildeten keine Familien. 22,1 % der Haushalte bestanden aus Einzelpersonen und in 8,2 % aller Haushalte lebte jemand im Alter von 65 Jahren oder mehr alleine. Die durchschnittliche Haushaltsgröße betrug 3,09 und die durchschnittliche Familiengröße 3,62 Personen.
Die Bevölkerung verteilte sich auf 30,7 % Minderjährige, 10,6 % 18–24-Jährige, 26,4 % 25–44-Jährige, 21,8 % 45–64-Jährige und 10,6 % im Alter von 65 Jahren oder mehr. Der Median des Alters betrug 31,2 Jahre. Auf jeweils 100 Frauen entfielen 95,9 Männer. Bei den über 18-Jährigen entfielen auf 100 Frauen 90,6 Männer.
Das mittlere Haushaltseinkommen in Chicago Heights betrug 43.941  US-Dollar und das mittlere Familieneinkommen erreichte die Höhe von 46.463 US-Dollar. Das Durchschnittseinkommen der Männer betrug 35.695 US-Dollar, gegenüber 30.039 US-Dollar bei den Frauen. Das Pro-Kopf-Einkommen belief sich auf 17.458 US-Dollar. 26,7 % der Bevölkerung und 21,3 % der Familien hatten ein Einkommen unterhalb der Armutsgrenze, davon waren 39,8 % der Minderjährigen und 10,2 % der Altersgruppe 65 Jahre und mehr betroffen.

## Persönlichkeiten

### Söhne und Töchter der Stadt
- Paris Barclay (* 1956), Produzent und Regisseur von Sons of Anarchy sowie Präsident der Directors Guild of America
- David S. Broder (1929–2011), Journalist und Pulitzer-Preisträger
- Don Brumm (* 1941), Defensive Lineman der St. Louis Cardinals und Philadelphia Eagles
- Luke Butkus (* 1979), Center bei Rhein Fire und Cologne Centurions
- Joseph E. Chapman (* 1984), Basketballspieler
- Jerry Colangelo (* 1939), Vorsitzender von USA Basketball, Trainer und Funktionärin der NBA
- Darlene Conley (1934–2007), Schauspielerin
- Aldo DeAngelis (1931–2004), Abgeordneter im Illinois State Senate
- Anthony J. DeLuca (* 1970), Bürgermeister und Abgeordneter des Illinois House of Representatives
- Mike Downey (* 1951), Sportkolumnist für die Los Angeles Times und die Chicago Tribune
- Joe Farrell (1937–1986), Jazzsaxophonist
- Wally Flager (1921–1990), Baseballspieler der Cincinnati Reds und Philadelphia Phillies
- Matt Fraction (* 1975), Autor bei Marvel Comics
- Joe Gentile (* 1963), Comicautor und Herausgeber
- Debbie Halvorson (* 1958), U.S. Representative, 2009–11
- Robert P. Hanrahan (1934–2011), U.S. Representative, 1973–75
- Leroy Jackson (* 1939), Running Back der Washington Redskins
- Frank Kassela (* 1968), Pokerspieler
- Nancy Kaszak (* 1950), Mitglied des Illinois House of Representatives
- Dennis Kelly (* 1990), Footballspieler bei den Philadelphia Eagles und Tennessee Titans
- Todd Krygier (* 1965), Eishockeyspieler und -trainer
- Ernie McMillan (* 1938), Offensive Lineman der St. Louis Cardinals
- Johnny Mince (1912–1994), Klarinettist bei Glenn Miller, Tommy Dorsey und anderen Big Bands
- Dushun Mosley (* 1948), Jazzmusiker
- Johnny Pate (* 1923), Jazzmusiker und Musikproduzent
- Ted Pawelek (1919–1964), Baseballspieler in der MLB
- Mark Pfeil (* 1951), Profi Golfspieler
- Bret Prinz (* 1977), Pitcher in der Major League Baseball
- Mike Prior (* 1963), Defensive Back der Tampa Bay Buccaneers, Indianapolis Colts und Green Bay Packers, Gewinner der (Super Bowl XXXI)
- Bret Saberhagen (* 1964), Baseballspieler der Kansas City Royals, New York Mets, Colorado Rockies und Boston Red Sox
- Olayinka Sanni (* 1986), Basketballspielerin bei Phoenix Mercury und in der Nationalmannschaft Nigerias
- Allen R. Schindler Jr. (1969–1992), ermordeter Soldat der US-Navy
- John Stossel (* 1947), Fernsehjournalist und Moderator
- Ted Uhlaender (1939–2009), Outfielder der Minnesota Twins, Cleveland Indians und Cincinnati Reds
- Tom Wieghaus (* 1957), Baseballspieler der Houston Astros und Montreal Expos
- William Williams (* 1995), Weitspringer
- Julian Wright (* 1987), Basketballspieler
- Bryant Young, Footballspieler der San Francisco 49ers und Gewinner der Super Bowl XXIX
- Walter Young (* 1979), Wide Receiver der Pittsburgh Steelers
- Bart Zeller (* 1941), Baseballspieler der St. Louis Cardinals

### Weitere Persönlichkeiten
- Jim Bouton (* 1939), Pitcher der New York Yankees, Seattle Pilots, Houston Astros und Atlanta Braves; besuchte hier die High School
- Eddie Condon (1905–1973), Jazzmusiker, besuchte hier die High School
- Rube Ehrhardt (1894–1980), Pitcher der Brooklyn Robins und Cincinnati Reds; verbrachte die Zeit nach seiner Sportkarriere und starb hier
- Phil Guy (1940–2008), Blues-Gitarrist, starb in Chicago Heights
- Rodney Harrison (* 1972), zweimaliger Gewinner des Super Bowl; besuchte hier die High School
- John Holecek (* 1972), Linebacker der Buffalo Bills; ging hier zur High School
- Jan Johnson (1950–2025), Stabhochspringer und Bronzemedaillengewinner bei Olympischen Spielen in München; ging hier zu High School
- Shonda Rhimes (* 1970), TV-Produzentin, Drehbuchautorin und Schriftstellerin; ging hier zur High School
- Tyler Ulis (* 1996), Basketballspieler; ging hier zur High School
- Derrick Walker (* 1967), Footballspieler bei den San Diego Chargers, Oakland Raiders und Kansas City Chiefs; ging hier zur High School
- Lloyd Walton (* 1953), Basketballspieler; wuchs hier auf

## Partnerstädte
Chicago Heights hat vier Partnerstädte:
- Ghana – Asuogyaman District
- Mexiko – Cedral, San Luis Potosí
- Polen – Wadowice, Kleinpolen
- Italien – San Benedetto del Tronto, Provinz Ascoli Piceno

## Belege
1. ↑  Explore Census Data Chicago Heights city, Illinois. Abgerufen am 14. November 2022.
2. ↑  Candeloro, Dominic. "Chicago's Italians: A Survey of the Ethnic Factor, 1850–1990." In: Jones, Peter d'Alroy and Melvin G. Holli. Ethnic Chicago: A Multicultural Portrait. Wm. B. Eerdmans Publishing, 1995. S. 229–259. ISBN 0802870538. S. 229.
3. ↑  G001 - Geographic Identifiers - 2010 Census Summary File 1. United States Census Bureau, archiviert vom Original am 13. Februar 2020; abgerufen am 26. Dezember 2015 (englisch).  Info: Der Archivlink wurde automatisch eingesetzt und noch nicht geprüft. Bitte prüfe Original- und Archivlink gemäß Anleitung und entferne dann diesen Hinweis.
4. ↑  Census of Population and Housing. United States Census Bureau, abgerufen am 9. November 2018 (englisch).
5. ↑  Profile of General Population and Housing Characteristics: 2010 Demographic Profile Data (G001): Chicago Heights city, Illinois. U.S. Census Bureau, American Factfinder, abgerufen am 8. Februar 2013 (englisch).
6. ↑  Selected Economic Characteristics: 2009–2011 American Community Survey 3-Year Estimates (DP03): Chicago Heights city, Illinois. U.S. Census Bureau, American Factfinder, abgerufen am 8. Februar 2013 (englisch).
7. ↑  Archivierte Kopie (Memento vom 5. April 2017 im Internet Archive)